# Charlotte Fischer
Charlotte Fischer (født 3. juli 1963) er Leder af Policy-sektionen på Science, Københavns Universitet. Hun har tidligere været kommunikationschef og politiker. Som politiker var hun medlem af Folketinget fra 8. februar 2005 - 24. oktober 2007, valgt for Det Radikale Venstre i Søndre Storkreds. Hun var partiets bolig- og sundhedsordfører.
Fra 2010 - 2018 var hun medlem af regionsrådet i Region Hovedstaden. Fischer fik 12.015 stemmer ved valget i 2013.
Hun er cand.mag. i fransk, samfundsfag og retorik fra Københavns Universitet i 1990. Fra 1999-2005 var hun ansat som kommunikationschef i Amtsrådsforeningen, og fra 1997 til 1999 var hun Christiansborg-redaktør for den radikale presse – Skive Folkeblad og Holbæk Amts Venstreblad. Fra 1995 til 1997 arbejdede Fischer som pressesekretær for Det Radikale Venstre og inden det var hun fuldmægtig i KLs EU-kontor i Bruxelles.
Charlotte Fischer har arbejdet som kommunikationsdirektør i Forsikring & Pension, fra 2016-18 var hun chef for tænketanken Concito, og siden 2018 har hun været direktør for Dansk Affaldsforening.